# Anton Joseph Emanuel Kraus
Anton Joseph Emanuel Kraus (seit 1845: Ritter von Elislago) (* 9. Oktober 1777 in Wien; † 25. März 1860 ebenda) war ein österreichischer Diplomat und Beamter.

## Leben
Anton Joseph Emanuel Kraus stammte aus einer Beamtenfamilie; sein Vater war Hofrat beim Hofkriegsrat und sein Großvater niederösterreichischer Kammerprokurator. Sein Enkel war der Feldmarschallleutnant Heinrich Kraus von Elislago.
Auch Anton Joseph Emanuel Kraus trat 1796, im Alter von neunzehn Jahren, in den Hofkriegsrat ein und wurde drei Jahre später 1799 Feldkriegskonzipist beim königlichen ungarischen Generalkommando. Im gleichen Jahr wurde er bei der Hof- und Staatskanzlei im diplomatischen Dienst verwendet und versah als Legationssekretär bei der kaiserlichen Gesandtschaft am königlichen dänischen Hof in Kopenhagen seinen Dienst. Er erhielt, nachdem der dortige Gesandte, Graf Carl Wilhelm von Ludolf 1801 abberufen wurde, den Posten eines Geschäftsträgers in der Zeit der bewaffneten Neutralität des Nordens, während des Britisch-Französischen Kolonialkonfliktes. Während seines Aufenthaltes machte er sich mit den nordischen Sprachen und Verhältnissen vertraut und bereiste Dänemark und Schweden.
1804 kehrte er in seine Heimat zurück und trat, da sich ihm in seiner bisherigen Laufbahn keine weiteren Aussichten boten, von seinem Legationsposten ab und wurde Hofkammersekretär im Departement des Inneren für die italienischen Angelegenheiten. 1806 wurde er zur Hofkammer versetzt und führte dort mehrere Jahre lang das Kommerzreferat.
1809 begleitete er, während der feindlichen Invasion, den kaiserlichen Hof nach Ungarn und erhielt dort den Auftrag, die galizischen Staatskassen nach Großwardein zu bringen.
Im Juni 1812 erfolgte seine Ernennung zum Regierungsrat bei der niederösterreichischen Landesregierung und 1818 wurde er Referent der Kommerz-Hofkommission, von der er im August 1824 als Wirklicher Hofrat zur allgemeinen Hofkammer versetzt wurde.
Im Januar 1831 wurde er Beisitzer der Hofkommission in Justizgesetzangelegenheiten und 1843 wurde er zum Beisitzer der Hofkammer im Münz- und Bergwesen ernannt.
Sowohl 1835 als auch 1839 leitete er die Arbeiten zur Gewerbeausstellung und 1845 wurde er Stellvertreter des Hofkammer-Präsidenten Freiherr Karl Friedrich von Kübeck berufen. 1847 nahm er als Beisitzer in der zur Reform des juridisch-politischen Studienplanes bestellten Kommission an deren Beratungen teil.
Am 29. Mai 1849 trat er in den Ruhestand.
Anton Joseph Emanuel Kraus war mit Elise Lago († 1830) verheiratet. Gemeinsam hatten sie acht Kinder. Sein Enkel war der spätere Feldmarschallleutnant Heinrich Krauss von Elislago (* 2. Mai 1862 in Prag; † 30. Juli 1932 in Lilienfeld).

### Wirken
Anton Joseph Emanuel Kraus arbeitete an der Verbesserung des Studienwesens, an der Gründung und Hebung des Polytechnischen Institutes, an der Überarbeitung der Gesetzgebung in Gewerbe- und Handelsangelegenheiten, an der Förderung der Fluss- und Seeschifffahrt, des Transithandels, an der Entfernung der Zwischenzölle, an der Regelung des Konsulatwesens, an der Erstellung einer kommerziellen Statistik und an der Vervollständigung der Bibliothek der Hofkammer, deren Vorstand er war.
Er verfasste Abhandlungen 1841 zur Zollreform, das damals den Übergang vom Prohibitivsystem zum Schutzzoll vorbereiten sollte sowie 1846 zur Zuckerbesteuerung.

## Auszeichnungen
Für seine Verdienste um den Staat wurde Anton Joseph Emanuel Kraus am 28. September 1845 mit dem Ritterkreuz des Leopold-Ordens ausgezeichnet, und anschließend wurde er in den erblichen Ritterstand mit dem Zusatz Elislago, zur Erinnerung an seine 1830 verstorbene Ehefrau Gemahlin Elise Lago, erhoben.

## Schriften (Auswahl)
- Versuch, die Staatswissenschaft auf unwandelbarer Grundlage festzustellen, von einem Staatsmanne. Wien 1835.
- Geist der österreichischen Gesetzgebung zur Aufmunterung der Erfindungen im Fache der Industrie, verglichen mit der englischen, französischen und nordamerikanischen Gesetzgebung. Wien 1838.
- Das ethische Staatsprinzip oder Propädeutik der Staatswissenschaft. Wien 1841.
- Das christliche Staatsprincip. Wien 1842.
- Entwurf eines neuen österreichischen Zolltarifes auf Grundlage eines zeit- und zweckgemässen Ueberganges von dem als nicht länger haltbar anerkannten Systeme der Handelsverbote, zu dem Systeme eines kräftigen Schutzes der inländischen Industrie und eines rechtlichen Handelsverkehres mit dem Auslande, nebst den dazu gehörigen Vorarbeiten. Wien 1842.
- Anton Joseph Emanuel Ritter von Kraus Elislago : eine seinem Kindern und Freunden zum Andenken überlieferte Auto-Biographie. Wien: Kaiserlich-Königlichen Hof- und Staatsdruckerei, 1849.